# ジョアン・ドルー
ジョアン・ドルー（Joanne Dru、1922年1月31日 - 1996年9月10日）はアメリカ合衆国の女優。1940年代から1950年代の西部劇映画で知られる。ジョーン・ドルーとも表記される。
テレビやラジオの番組司会者として知られる歌手で俳優のピーター・マーシャルは実弟で、元プロ野球選手のピート・ラコックは甥（マーシャルの息子）。

## 略歴
1922年にウェストバージニア州の薬剤師の娘として生まれる。1940年にニューヨークにやって来てモデルとして働くようになる。アル・ジョルソンの目に留まり、ブロードウェイの舞台『Hold Onto Your Hats』でショーガールの1人として起用される。1941年に公演が終わると、人気歌手のディック・ヘイムズと結婚し、夫婦でハリウッドに移る。劇場で働いているところをタレントスカウトに見出され、『わたしのあなた』（1946年）で映画デビューする。その後、約2年間のブランクを経て、ようやく『赤い河』（1948年）で大きな役を手に入れる。続けて『黄色いリボン』にも出演する。この2つの西部劇映画が成功したことで、西部劇で、且つ似たような役ばかりが割り当てられるようになる。西部劇以外にも『オール・ザ・キングスメン』（1949年）などに出演するものの、彼女の女優としてのイメージは西部劇であった。
1950年代の後半になって、西部劇映画が下火になって来ると、活動の中心はテレビに移り、ハリウッド・ウォーク・オブ・フェームにテレビ分野で星を1つ持つまでになる。
1996年にリンパ水腫で死去。

### 私生活
生涯で4回結婚している。3人の実子は全て最初の夫との間に生まれた子である。2番目の夫ジョン・アイアランドとは『赤い河』『オール・ザ・キングスメン』『復讐の谷』で共演している。

## 主な出演作品
| 公開年 | 邦題 原題                                    | 役名                               | 備考 |
| ------ | -------------------------------------------- | ---------------------------------- | ---- |
| 1946   | わたしのあなた Abie's Irish Rose             | ローズマリー・マーフィー・レヴィ   |      |
| 1948   | 赤い河 Red River                             | テス                               |      |
| 1949   | 黄色いリボン She Wore a Yellow Ribbon        | オリヴィア・ダンドリッジ           |      |
| 1949   | オール・ザ・キングスメン All the King's Men  | アン・スタントン                   |      |
| 1950   | 幌馬車 Wagon Master                          | デンヴァー                         |      |
| 1951   | 復讐の谷 Vengeance Valley                    | ジェン・ストロビー                 |      |
| 1952   | 帰って来たテキサス野郎 Return of the Texan   | アン・マーシャル                   |      |
| 1953   | 雷鳴の湾 Thunder Bay                         | ステラ                             |      |
| 1953   | 殺し屋稼業 Hannah Lee: An American Primitive | ハンナ・リー                       |      |
| 1953   | 命を賭けて Forbidden                         | クリスティン・ローレンス・マナード |      |
| 1954   | レッド・リバー Siege at Red River            | ノラ・カーティス                   |      |
| 1954   | 底抜け最大のショウ 3 Ring Circus             | ジル・ブレント                     |      |
| 1955   | 覆面の騎士 The Dark Avenger                  | レディ・ジョーン・ホランド         |      |
| 1955   | 地獄の埠頭 Hell on Frisco Bay                | マーシア・ロリンズ                 |      |
| 1957   | 地獄の拍車 Drango                            | ケイト・カルダー                   |      |
| 1958   | 開拓者の血 The Light in the Forest           | ミリー・エルダー                   |      |
| 1960   | 欲望を呼ぶ嵐 September Storm                 | アン・トライモア                   |      |
| 1965   | シルビア Sylvia                              | ジェーン・フィリップ               |      |
| 1980   | レッドオメガ追撃作戦 Poliziotto superpiù     | ロージー                           |      |

## トリビア
2番目の夫ジョン・アイアランドの異父（または異母）弟（half-brother）である俳優のトミー・ヌーナンと、ドルーの実弟ピーター・マーシャルは、1950年代にコメディコンビ「Noonan and Marshall」を結成し、テレビなどで活動していた。